# Avtožiro
Avtožiro (iz grške besede αυτό + γύρος, samostojno vrteči), znan tudi kot žiroplan, žirokopter, je tip zrakoplova precej podoben helikopterju, le da uporablja glavni rotor brez pogona za vzgon. Rotor se namreč vrti zaradi aerodinamičnega učinka zraka skozi lopatice - t. i. avtorotacija. Pogoj za avtorotacijo je premikanje skozi zrak, avtožiro ne more lebdeti na mestu lahko pa leti zelo počasi. Avtožiro ima po navadi motor s propelerjem na zadnjem delu, ki ga premika naprej.
Avtožiro je izumil španski Juan de la Cierva leta 1923 blizu Madrida. Imel je prednji motor v konfiguraciji traktor, ki je vlekel plovilo naprej. Proizvajalec Pitcairn & Kellett je pozneje pod licenco uvedel nekaj inovacij in izboljšal plovne lastnosti. Igor Bensen je uvedel repni motor v konfiguraciji potisnik. Trgovsko ime Avtožiro je last tovarne Cierva,ime žirokopter je prvi uporabil E. Burke Wilford, ki je pozneje postalo trgovsko ime Bensen Aircraft.